# 웬 더 캣 컴스
웬 더 캣 컴스(Az prijde kocour, When the Cat Comes)는 체코(구 체코슬로바키아)에서 제작된 보히테흐 야스니 감독의 1963년 코미디, 가족, 판타지 영화이다.
이 영화는 1963년에 칸 영화제에서 2개의 주요 상을 수상했다: C.S.T.상, 칸 영화제 심사위원상

## 출연
- 얀 베리흐
- 에밀리아 바샤리오바
- 블라스티밀 브로트스키